# Greasy
Greasy is een plaats (census-designated place) in de Amerikaanse staat Oklahoma, en valt bestuurlijk gezien onder Adair County.

## Demografie
Bij de volkstelling in 2000 werd het aantal inwoners vastgesteld op 387.

## Geografie
Volgens het United States Census Bureau beslaat de plaats een oppervlakte van
52,9 km², waarvan 52,7 km² land en 0,2 km² water. Greasy ligt op ongeveer 270 m boven zeeniveau.

## Plaatsen in de nabije omgeving
De onderstaande figuur toont nabijgelegen plaatsen in een straal van 16 km rond Greasy.